# François Bernard de Chauvelin
Pour les articles homonymes, voir Chauvelin.
François Bernard de Chauvelin, marquis de Grosbois, aussi appelé marquis de Chauvelin, né le 29 novembre 1766 à Paris et mort 9 avril 1832 à Cîteaux (Côte-d'Or), est un officier, diplomate, haut fonctionnaire et homme politique français, en activité du règne de Louis XVI à la Restauration.
Chambellan du roi Louis XVI, il est nommé ambassadeur au Royaume-Uni en 1792 et le reste jusqu'au début de 1793, alors que la France est devenue une république en septembre 1792. Emprisonné en 1793, il est libéré seulement en 1800 et se rallie au gouvernement de Napoléon Bonaparte, qu'il sert dans différentes fonctions jusqu'en 1814. Sous la Restauration, il se fait élire à trois reprises député, siégeant de 1817 à 1829 à l'extrême gauche de l'assemblée. 
Il passe les trois dernières années de sa vie dans sa résidence, l'ancienne abbaye de Cîteaux.

## Biographie

### Origines familiales et formation
François Bernard de Chauvelin est le fils aîné de Bernard-Louis Chauvelin (1716-1773), marquis de Grosbois, noble génois, grand-croix de Saint-Louis, maître de la Garde-robe du roi Louis XV, lieutenant-général des armées royales et ambassadeur à Turin. Sa mère est Agnès-Thérèse née Mazade d'Argeville, épouse Chauvelin.

### Carrière

#### Ancien régime et Révolution française
Admis à l'école militaire, il la quitte en ayant obtenu le brevet de capitaine. En 1773, il succède automatiquement à son père à la charge de maître de la garde-robe du roi. Admirateur de Voltaire, François Bernard est favorable à la Révolution française et à l'avènement de la monarchie constitutionnelle dans les années 1789-1791. En 1791, il sert au sein de l'armée de Rochambeau comme aide de camp.
L'année suivante, Chauvelin épouse Herminie Félicienne Joséphine de Tavernier-Boulogne de Magnanville. Louis XVI, soucieux d'éloigner cet admirateur du mouvement révolutionnaire et potentiel espion, le nomme en févrierl ambassadeur à Londres, permettant également à Charles-Maurice de Talleyrand-Périgord, officiellement son assistant mais l'ambassadeur de fait, de continuer les négociations avec le gouvernement britannique et d'assurer sa neutralité dans la nouvelle guerre à l'Autriche, ce qu'il obtient le 25 mai.
Durant les mois suivants de 1792, la France est de nouveau dans une situation révolutionnaire. Le 10 août, face à l'insurrection qui envahit le palais des Tuileries, Louis XVI est obligé de se réfugier à l'Assemblée législative, qui le suspend, puis le fait incarcérer par la Commune de Paris. La république est proclamée le 21 septembre 1792 par la nouvelle assemblée constituante, la Convention. En novembre débute le procès de Louis XVI, qui aboutit à sa condamnation à mort (19 janvier 1793) et à son exécution le 21. Le gouvernement britannique invite alors Chauvelin à quitter l'Angleterre avant le 1er février, puis se joint à la coalition des puissances européennes contre-révolutionnaires qui rejoignent à ce moment l'Autriche et la Prusse. Rentré en France, Chauvelin est envoyé en juillet à Florence comme ministre plénipotentiaire auprès du grand-duc de Toscane. Mais il ne peut dépasser Livourne face à l'hostilité du grand-duc, et quitte donc le grand-duché pour rentrer en France en septembre, puis se rendre en Suisse pour une autre mission. 
De retour en France, il est poursuivi pour trahison et emprisonné presque un an, jusqu'au 9 Thermidor. Sans fonction durant le Directoire, il reprend sa carrière après le coup d'état du 18 brumaire. Le 26 décembre 1799 (5 nivôse an VIII), il est nommé membre du Tribunat et devient secrétaire de cette assemblée. Représentant de Beaune dans le Corps législatif en 1804, il est nommé le 9 février (19 pluviôse an XII) préfet du département de la Lys (chef-lieu : Bruges) et promu officier de la Légion d'honneur le 14 juin (25 prairial).  Le 5 octobre 1810, il est nommé conseiller d'État, puis en avril 1811, fait baron ou comte d'Empire, en récompense de son action contre les tentatives des Britanniques dans la région. Il devient intendant général de Catalogne en 1812, avec pour mission d'y créer deux nouveaux départements français.

#### Restauration (1814-1830)
Sous la Restauration, il est élu député par le collège de la Côte-d'Or le 20 septembre 1817 et prend place à l'extrême gauche de la Chambre des députés. À la Chambre, il demande le retour des conventionnels régicides proscrits en 1816, le renvoi des régiments suisses et défend la liberté de la presse. Il est réélu en 1822 dans l'arrondissement de Beaune, puis échoue aux élections de 1824 (dites de « la Chambre retrouvée ») ; il est de retour en 1827 dans l'arrondissement de Dijon, malgré une forte pression gouvernementale à son encontre. Appartenant au petit groupe de parlementaires libéraux et républicains, il gagne la réputation d'être un orateur de grande envergure. Il aussi membre du conseil général de la Côte-d'Or.
Il donne sa démission en 1829 et se retire à Cîteaux dans l'ancienne abbaye, achetée par lui et devenue sa résidence. Il meurt trois ans plus tard d'une attaque du choléra, au cours d'un voyage à Paris.

## Chauvelin dans la littérature et les arts
La série romanesque de la baronne Orczy, Le Mouron rouge (1905-1936), met en scène un personnage d'aristocrate dévoyé, agent de Robespierre, nommé Paul Chauvelin, inspiré par François Bernard de Chauvelin.